# Eerste divisie (mannenhandbal) 2014/15
De eerste divisie is de op een na hoogste afdeling van het Nederlandse handbal bij de heren op landelijk niveau. In het seizoen 2014/2015 werd HandbaL Venlo kampioen en promoveerde naar de eredivisie. Atomium '61 en Gemini (Z) degradeerde naar de tweede divisie.
Door het terugtrekken van Lagerhuis Mill/MHV '81 uit de competitie voordat de nacompetitie begonnen was, kon AHV Achilles de plek in de nacompetitie overnemen. Echter besloot AHV Achilles om niet te meedoen aan de nacompetitie, hierdoor speelde Targos/Bevo HC 2 in de nacompetitie.

## Opzet
- De kampioen promoveert rechtstreeks naar de eredivisie (mits er niet al een hogere ploeg van dezelfde vereniging in de reguliere eredivisie speelt).
- De ploegen die als een-na-laatste (dertiende) en laatste (veertiende) eindigen degraderen rechtstreeks naar de tweede divisie.
- Het seizoen wordt onderverdeeld in vier perioden van respectievelijk 6, 7, 7 en 6 wedstrijden. De ploeg die in een periode de meeste punten behaalt, is periodewinnaar en verkrijgt het recht om deel te nemen aan de zogenaamde nacompetitie. Indien de uiteindelijke kampioen, een ploeg die niet mag promoveren, of een degradant een periode wint, wordt het recht tot deelname aan de nacompetitie overgedragen aan het hoogst geklasseerde team in de eindrangschikking dat nog niet aan de nacompetitie deelneemt. In de nacompetitie spelen deze vier ploegen uit de eerste divisie tegen elkaar, de winnaar uit deze nacompetitie speelt een tweetal wedstrijden tegen de nummer 11 van de eredivisie om één plaats in de eredivisie.

Er promoveert dus zeker één ploeg, en mogelijk een tweede ploeg via de nacompetitie. Verder degraderen er 2 (gelijk aan het aantal tweede divisies) ploegen.

## Teams
| Ploeg                  | Plaats     | Provincie     | Trainer(s)            |
| ---------------------- | ---------- | ------------- | --------------------- |
| AHV Achilles           | Apeldoorn  | Gelderland    | Wil Bakker            |
| Atomium '61            | Rotterdam  | Zuid-Holland  | Patrick van der Vliet |
| DIOS                   | Den Hoorn  | Zuid-Holland  | Arjan Koster          |
| FIQAS/Aalsmeer 2       | Aalsmeer   | Noord-Holland | Will Plugge           |
| Gemini (Z)             | Zoetermeer | Zuid-Holland  | Peter de Koster       |
| HandbaL Venlo          | Venlo      | Limburg       | Richard Curfs         |
| HARO Rotterdam         | Rotterdam  | Zuid-Holland  | Piotr Konitz          |
| Havas                  | Almere     | Flevoland     | Marcel Post           |
| Koornneef/Quintus 2    | Kwintsheul | Zuid-Holland  | Rob Vis               |
| KRAS/Volendam 2        | Volendam   | Noord-Holland | Anel Mahmutefendic    |
| Lagerhuis Mill/MHV '81 | Mill       | Noord-Brabant | Marien van Katwijk    |
| Sittardia              | Sittard    | Limburg       | Maurice Janssen       |
| Targos/Bevo HC 2       | Panningen  | Limburg       | Robin Gielen          |
| WHC                    | Den Haag   | Zuid-Holland  | Bart de Koning        |

## Stand
| Pos | Club                   | Wed | W  | G | V  | Ptn | DV  | DT  | +/−  | Opmerking                                                       |
| --- | ---------------------- | --- | -- | - | -- | --- | --- | --- | ---- | --------------------------------------------------------------- |
| 1   | HandbaL Venlo          | 26  | 18 | 3 | 5  | 39  | 665 | 555 | +110 | Rechtstreekse promotie naar eredivisie                          |
| 2   | HARO Rotterdam         | 26  | 18 | 2 | 6  | 38  | 682 | 599 | +83  | (Vervangende) periodekampioen; gekwalificeerd voor nacompetitie |
| 3   | WHC                    | 26  | 18 | 1 | 7  | 37  | 650 | 569 | +81  | (Vervangende) periodekampioen; gekwalificeerd voor nacompetitie |
| 4   | Lagerhuis Mill/MHV '81 | 26  | 15 | 1 | 10 | 31  | 588 | 585 | +3   | (Vervangende) periodekampioen; gekwalificeerd voor nacompetitie |
| 5   | Sittardia              | 26  | 15 | 0 | 11 | 30  | 684 | 653 | +31  |                                                                 |
| 6   | AHV Achilles           | 26  | 11 | 4 | 11 | 26  | 558 | 554 | +4   | (Vervangende) periodekampioen; gekwalificeerd voor nacompetitie |
| 7   | Havas                  | 26  | 12 | 1 | 13 | 25  | 680 | 678 | +2   | (Vervangende) periodekampioen; gekwalificeerd voor nacompetitie |
| 8   | Targos/Bevo HC 2       | 26  | 12 | 0 | 14 | 24  | 661 | 658 | +3   | (Vervangende) periodekampioen; gekwalificeerd voor nacompetitie |
| 9   | DIOS                   | 26  | 11 | 2 | 13 | 24  | 567 | 584 | −17  |                                                                 |
| 10  | FIQAS/Aalsmeer 2       | 26  | 13 | 5 | 8  | 23  | 733 | 684 | +49  |                                                                 |
| 11  | KRAS/Volendam 2        | 26  | 9  | 1 | 16 | 19  | 700 | 722 | −22  |                                                                 |
| 12  | Koornneef/Quintus 2    | 26  | 8  | 1 | 17 | 17  | 529 | 607 | −78  |                                                                 |
| 13  | Gemini (Z)             | 26  | 5  | 2 | 19 | 12  | 582 | 741 | −159 | Degradatie naar tweede divisie                                  |
| 14  | Atomium '61            | 26  | 3  | 5 | 18 | 11  | 575 | 665 | −90  | Degradatie naar tweede divisie                                  |

1. ↑  FIQAS/Aalsmeer 2 heeft 8 punten in mindering gekregen

## Nacompetitie
| Pos | Club             | Wed | Opmerking                                                 |
| --- | ---------------- | --- | --------------------------------------------------------- |
| 1   | HARO Rotterdam   | 6   | Promotiewedstrijden tegen de nummer elf van de eredivisie |
| 2   | WHC              | 6   |                                                           |
| 3   | Targos/Bevo HC 2 | 6   |                                                           |
| 4   | Havas            | 6   |                                                           |

## Promotie-/degradatiewedstrijden
Eerste wedstrijd
| 25 april 2015 | HARO Rotterdam | 15 - 21 | Hellas |  |
| 25 april 2015 |                |         |        |  |
| 25 april 2015 |                |         |        |  |

Tweede wedstrijd; Hellas heeft gewonnen en blijft in de eredivisie.
| 9 mei 2015 | Hellas | 14 - 20 | HARO Rotterdam |  |
| 9 mei 2015 |        |         |                |  |
| 9 mei 2015 |        |         |                |  |